# Паниковская волость
Паниковская волость — упразднённое муниципальное образование со статусом сельского поселения и административно-территориальная единица 3-го уровня в Печорском районе Псковской области России.
Административный центр — деревня Паниковичи.

## География
Территория волости граничила на юге с Лавровской волостью, на севере — с городским поселением Печоры, на востоке — с Изборской волостью Печорского района, на юго-востоке — с Палкинским районом Псковской области, на западе — с Эстонией.

## Население
| 2002 | 2010  | 2012  | 2013  | 2014  | 2015  |
| ---- | ----- | ----- | ----- | ----- | ----- |
| 1540 | ↘1302 | ↗1321 | ↗1402 | ↗1476 | ↘1435 |

## Населённые пункты
В состав Паниковской волости входило 79 деревень: Андрейково, Аристово, Бебешкино, Бельско, Богомолово, Борок, Брезделево, Буравенки, Веребково, Веселкино, Володино, Воронкино, Вруда, Голино, Горончарово, Давыдов Конец, Дубово, Дымково, Дятлово, Емельяново, Заболотье, Зажино, Залесье, Заложье, Затулье, Игнатово, Кашино, Керино, Кирово, Котелево, Кранцово, Кривоножка, Кудрово, Курвица, Кучино, Качево, Лазарево, Лаптево-1 (Лаптево-Совхозное), Лаптево-2 (Лаптево-Колхозное), Лобаны, Лыково, Мальгино, Мосток, Настахино, Наталкино, Невское Олохово, Новая, Пальцево, Печорское-Олохово, Поддубье, Поляны, Пометково, Порослово, Прудище, Потолово, Паниковичи, Рагозина Гора, Рассолово, Рачево, Репино, Русский Бор, Рыжиково, Сигово, Ситково, Стуколово, Сыромятино, Тайловские Хутора, Тармахино, Троицкое, Трофимково, Угарево, Усова Гора, Черепово, Черемново, Шляхово, Шумилово, Шумилкино, Юнцево, Янкино.

## История
До 1920 года эта территория входила в Паниковскую волость (с центром в с. Паниковичи) Псковского уезда Псковской губернии России.
В 1920 — 1944 годы она входила в Эстонию в составе её Печорского уезда. С января 1945 года эта территория в виде ряда образованных Веребковского, Ротовского, Шумилкинского и Паниковского сельсоветов входит в Печорский район Псковской области РСФСР.
Решением Псковского облисполкома от 24 декабря 1959 года в Паниковский и Ротовский сельсоветы была включена территория упразднённого Шумилкинского сельсовета.
Решением Псковского облисполкома от 7 января 1961 года в Паниковский сельсовет была включена территория упразднённого Веребковского сельсовета; тогда же в Паниковский сельсовет была включена часть упразднённого Ротовского сельсовета.
С февраля 1963 до марта 1964 года Паниковский сельсовет вместе с другими сельсоветами Печорского района временно входил в Псковский район.
Постановлением Псковского областного Собрания депутатов от 26 января 1995 года все сельсоветы в Псковской области были переименованы в волости, в том числе Паниковский сельсовет был превращён в Паниковскую волость.
Законом Псковской области от 28 февраля 2005 года в границах волости было образовано также муниципальное образование Паниковская волость со статусом сельского поселения с 1 января 2006 года в составе муниципального образования Печорский район со статусом муниципального района.
Законом Псковской области от 30 марта 2015 года волость была упразднена и с 11 апреля 2015 года включена в состав городского поселения Печоры.